# Schlotheimia squarrosa
Schlotheimia squarrosa là một loài rêu trong họ Orthotrichaceae. Loài này được Brid. mô tả khoa học đầu tiên năm 1812.